# Пајнкрест (Флорида)
Пајнкрест (енгл. Pinecrest) град је у америчкој савезној држави Флорида.

## Демографија
По попису из 2010. године број становника је 18.223, што је 832 (-4,4%) становника мање него 2000. године.
| Група             | 2000.          | 2010.         |
| Белци             | 11.961 (62,8%) | 9.193 (50,4%) |
| Афроамериканци    | 327 (1,7%)     | 364 (2,0%)    |
| Азијати           | 864 (4,5%)     | 965 (5,3%)    |
| Хиспаноамериканци | 5.652 (29,7%)  | 7.528 (41,3%) |
| Укупно            | 19.055         | 18.223        |